# Cosmodromo di Bajkonur
Il cosmodromo di Bajkonur (in kazako Байқоңыр ғарыш айлағы?, Baiqoñyr ğaryş ailağy; in russo Космодром Байконур?, Kosmodrom Bajkonur), anche chiamato Tjuratam, è la più vecchia base di lancio del mondo ancora utilizzata. Fu costruito dall'Unione Sovietica, e ora è sotto l'amministrazione russa, nonostante geograficamente si trovi in Kazakistan. Si trova a circa 200 km a est del lago d'Aral, distante circa 32 chilometri dalla città di Baıqońyr, nella zona centro-meridionale del paese, a 560 km dal confine russo.

## Storia

### Era sovietica
Le strutture furono realizzate alla metà degli anni cinquanta come centro per missili a lungo raggio, ma successivamente è stato ampliato per ospitare lanci spaziali. Una cittadina di supporto fu costruita attorno alle strutture del centro, e fornita di appartamenti, scuole e il necessario per gli operai del centro. Raggiunse lo status di città nel 1966 e venne chiamata Leninsk, ma nel 1995 è stata ribattezzata Bajkonur.
Sono molti i voli entrati nella storia partiti da qui: il primo lancio riuscito di un satellite artificiale il 4 ottobre 1957 (Sputnik 1), il primo lancio verso lo spazio con a bordo un uomo (Jurij Gagarin nel 1961), e con a bordo una donna (Valentina Tereškova nel 1963).
Nel 1960, durante il collaudo del razzo R-16, avvenne una potente esplosione che causò 78 vittime. Il fatto, tenuto nascosto sino al 1989, è noto come catastrofe di Nedelin.
Il 15 novembre 1988 avvenne il primo ed unico lancio del Buran 1.01, compiendo in 206 minuti due orbite totalmente automatizzato e senza equipaggio, prima di rientrare al Cosmodromo.

### Origine del nome
Il nome è stato dato per fuorviare i paesi occidentali sul reale luogo del cosmodromo, suggerendo che si trovasse vicino a Bajkonur, una città mineraria a circa 100 km a nordest della base spaziale.

### Era post sovietica
Il programma continuò anche dopo la dissoluzione dell'Unione Sovietica nel 1991, sotto la direzione della Comunità degli Stati Indipendenti. Nel marzo del 1996 la Russia accettò di pagare 115 milioni di $ all'anno al Kazakistan per l'utilizzo del centro (il contratto ha durata di vent'anni con la possibilità di prolungamento per altri 10). Nel 2004 la Russia è riuscita, dopo lunghe contrattazioni, ad allungare la durata del contratto fino al 2050 allo stesso prezzo.
Durante questa lunga disputa tra Russia e Kazakistan per il pagamento dell'affitto, nel 2010, la Russia ha incominciato la costruzione di un altro cosmodromo: il cosmodromo Vostočnyj nell'Oblast' dell'Amur (Russia orientale), al fine di sostituire quello di Bajkonur.
Il 28 dicembre 2005 dalla base è avvenuto il lancio del primo satellite del programma di prova del sistema europeo di posizionamento Galileo.

## Funzionalità
Bajkonur era il centro principale di funzionamento dell'ambizioso programma spaziale sovietico da prima degli anni sessanta fino agli ottanta ed è dotato di attrezzature per il lancio di velivoli spaziali con e senza equipaggio umano. Può supportare una vasta gamma di razzi vettori: Sojuz, Proton, Cyklon, Dnepr e Zenit. Svolge un ruolo essenziale nello schieramento e nelle operazioni di routine della Stazione spaziale internazionale.

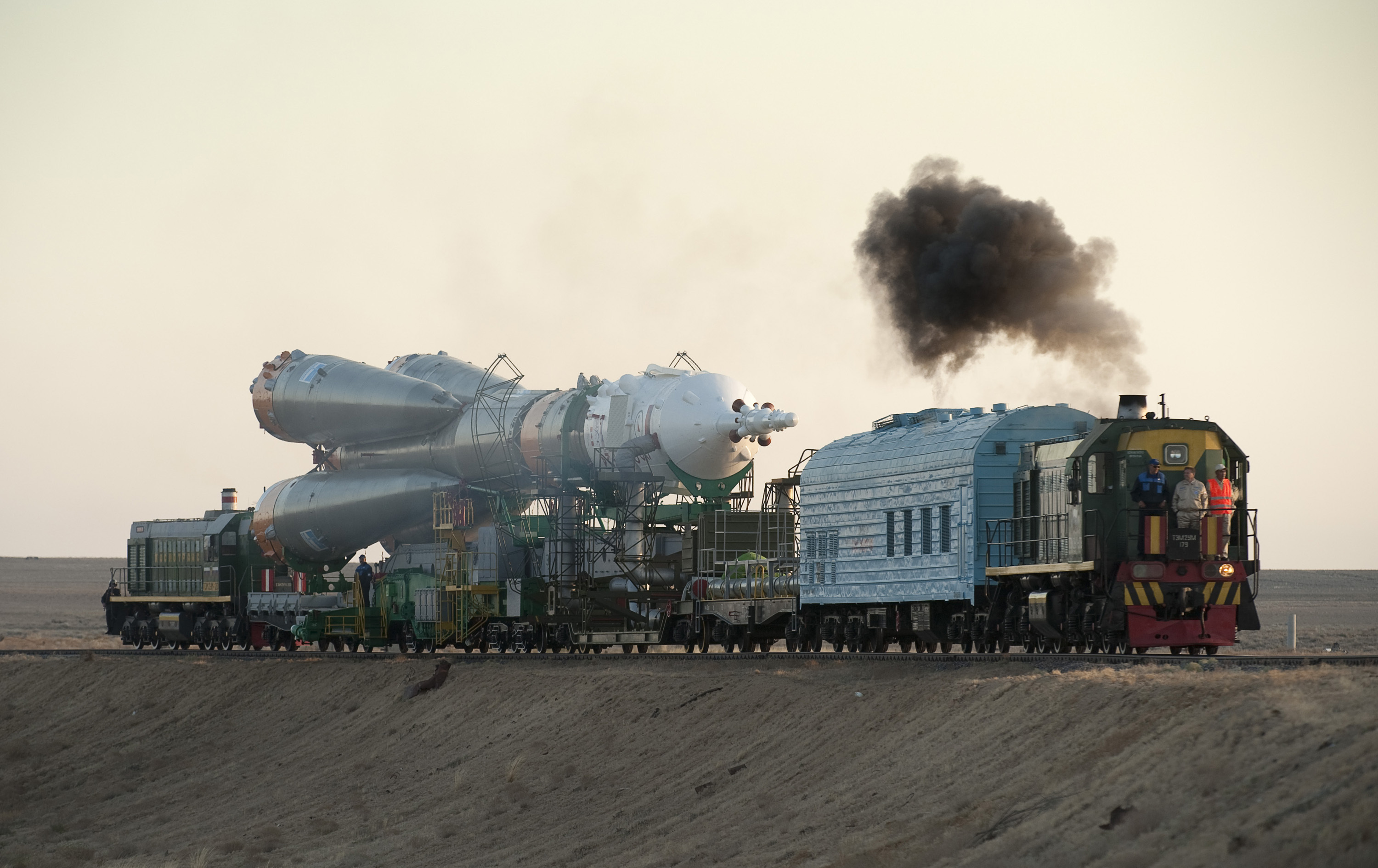
Trasporto del Sojuz TMA-16 alla piattaforma di lancio.

### Trasporti
Tutta la logistica è affidata al trasporto ferroviario a circuito interno, con uno scartamento allargato a 1 520 mm, tipico delle ferrovie russe. La ferrovia è usata per la preparazione di tutti i lanci e in particolar modo per il trasporto dei lanciatori.